# Dysschema capella
Dysschema capella är en fjärilsart som beskrevs av Druce 1899. Dysschema capella ingår i släktet Dysschema och familjen björnspinnare. Inga underarter finns listade i Catalogue of Life.